# 14,5 × 114 mm

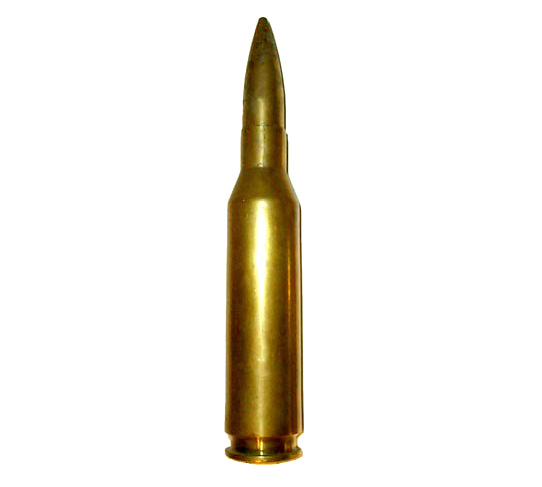
Náboj 14,5 × 114 mm

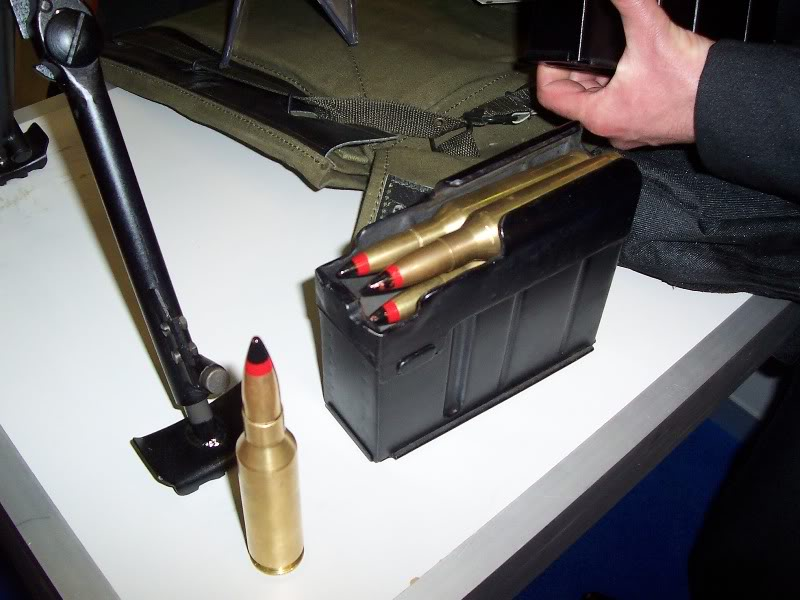
Náboje 14,5 × 114 mm v zásobníku pro pušku Istiglal

14,5 × 114 mm je náboj pro těžké kulomety a velkorážní pušky používaný v bývalém Sovětském svazu, zemích Varšavské smlouvy, v Rusku a dalších zemích.
Původně byl vyvinut pro protitankové pušky PTRS a PTRD a později byl použit pro těžký kulomet KPV, který tvořil základ protiletadlových zbraní řady ZPU, který stal hlavní výzbrojí obrněných transportérů řady BTR jako BTR-60 až BTR-80.
Jde o největší používaný vojenský puškový náboj.

## Historie
Náboj byl vyvinut v roce 1938 a zaveden v roce 1941 společně s protitankovou puškou PTRD schopnou prostřelit pancéřování tehdejších tanků. Po válce pro něj byly zkonstruovány kulomety KPV a KPVT, a protiletadlové zbraně ZPU-1, ZPU-2 a ZPU-4 (1., 2. a 4. násobná lafetace kulometu KPV). Dnes pro něj existuje několik modelů antimateriálových pušek.

## Srovnání s jinými náboji
Náboj svým výkonem leží mezi náboji ráže 12,7 mm .50 BMG a 12,7 × 108 mm na straně jedné, proti kterým dosahuje dvojnásobné úsťové energie, a kanónovými náboji ráže 20 mm na straně druhé.

## Specifikace
- Průměr střely= 14.88 mm
- Průměr nábojnice= 26.95 mm
- Délka nábojnice= 114 mm
- Délka náboje= 155.80 mm
- Objem nábojnice= 42.53 cm³
- Maximální tlak= 360 MPa

## Varianty
- BS též BS.41 - API - Původní střela zavedená s protitankovou puškou. Střela vážila 65.5 g a obsahovala 51 mm dlouhé 38.7 g jádro z karbidu wolframu s 1.8 g zápalné složi. Náboj vážil 200 g. Střela měla počáteční rychlost 976 m/s a probíjela 32 mm oceli při úhlu dopadu do 60° na 100 m a 25 mm na 500 m.
- B-32 - API - Průbojná zápalná celoplášťová střela s ocelovým kaleným jádrem. 64 g a 976 m/s, probíjí na 500 m 32 mm oceli při úhlu dopadu 90°.
- BZT - API-T - Průbojná zápalná trasovací celoplášťová střela s ocelovým kaleným jádrem. 59.56 g /1 005 m/s stopovka svítí přinejmenším do vzdálenosti 2 000 m.
- MDZ - HEI - výbušná zápalná (dle ruského značení zápalná okamžitým účinkem) – 59,68 g / 1 005 m/s. Používá kompresní zapalovač. Údaje o smrtícím účinku střepin nejsou známy, odhad cca 3 až 4,5 m. (3m je udáváno u provedení téže střely v ráži 12,7 x 107 mm.)
- ZP - I-T - zápalná trasovací – 59,68 g / 1 005 m/s.
- Dále existuje velmi přesné provedení pro odstřelovací pušky, s rozptylem na 2 500 m 450 mm, jedná se o mosaznou monolitickou střelu potaženou teflonem.